# Boya de rescate
Boya de rescate, tubo de rescate o una boya torpedo es un equipo de salvamento que se utiliza en el rescate acuático es el nombre de varios dispositivos salvavidas flotantes. Principalmente como un dispositivo de rescate individual para rescate acuático , o como un dispositivo de rescate grupal para varias personas. Además como boya para pantalones, como collar salvavidas.

## Historia

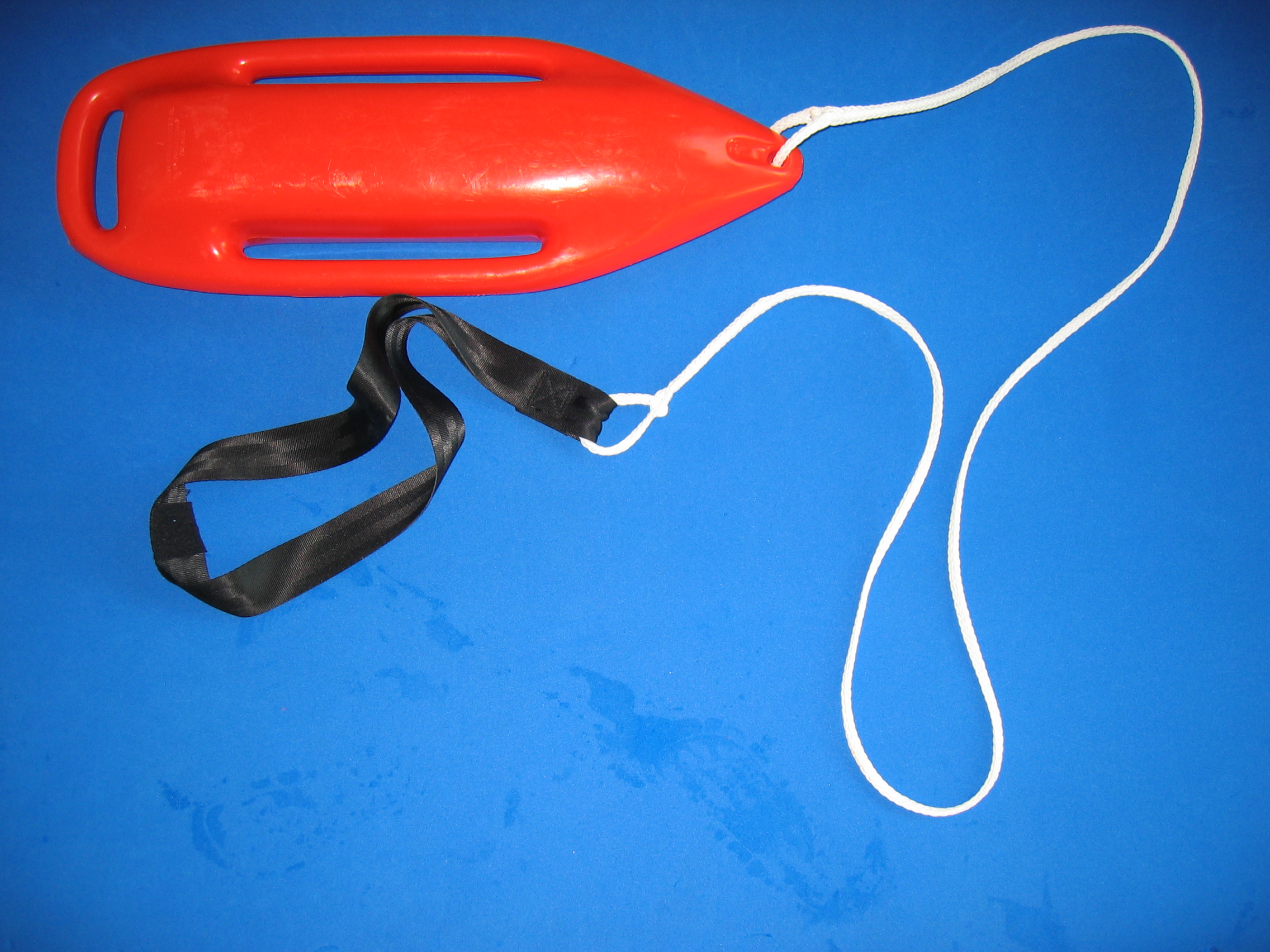
Una boya de rescate

Los primeros dispositivos  este tipo que salvan vidas en el agua fueron pieles o intestinos inflables de animales junto a calabazas ahuecadas. Otros desarrollos consistieron en o con corcho en varias formas o cuerpos de chapa soldada. A partir de 1891, las boyas salvavidas fueron exigidas por el reglamento de prevención de accidentes de la asociación profesional marítima. El primer aro salvavidas, que es similar en apariencia a la forma actual, fue registrado para una patente en los Estados Unidos en 1935.
Creado por primera vez por el capitán Henry Sheffield en 1897, el primer "bote de rescate" estaba hecho de chapa y puntiagudo en ambos extremos. Causó poca resistencia, pero ocasionalmente produjo daños al salvavidas y a la víctima. A medida que el diseño se cambiaba de chapa a aluminio con extremos redondeados, aún se producirían lesiones.
La Boya Torpedo Walters fue inventada en 1919 por Henry Walters del Cuerpo de Ahorros de Vida Voluntarios de la Cruz Roja Americana.
Creado en 1935, Pete Peterson produjo un tubo de rescate inflable con ganchos de seguridad moldeados en un extremo y una correa de 14 pulgadas en el otro. El diseño se mejoró aún más a fines de la década de 1960 con la producción de goma espuma de celda cerrada.
Durante la Segunda Guerra Mundial, a instancias del General alemán Ernst Udet , se desplegaron grandes boyas en el Canal de la Mancha para los voladores de la Luftwaffe caídos.

## Boya salvavidas como dispositivo de rescate individual (diseño actual)
El salvavidas (también: Baywatch booy, English Torpedo Buoy o Rescue Can) como medio único de rescate es similar al salvavidas o al cinturón rescatador. Es muy adecuado para su uso en condiciones difíciles, por ejemplo, en mares gruesos, largas distancias para nadar o fuertes corrientes. El aro salvavidas consiste en una correa para el pecho y el hombro que está conectada a la boya real, un flotador de plástico con asas, a través de una cuerda. El efecto de flotabilidad brinda al rescatador una seguridad adicional en las difíciles condiciones mencionadas anteriormente. Este tipo de boya también se utiliza para el rescate acuático con perros. 